# Александар Бакочевић
Александар Бакочевић (Ужице, 8. новембар 1928 — Београд, 13. јануар 2007) био је друштвено-политички радник Социјалистичке Републике Србије, Републике Србије и генерал-мајор Војске Југославије у резерви. Налазио се на функцијама председника Скупштине града Београда и председника Народне скупштине Србије.

## Биографија
Рођен је 8. новембра 1928. године у Ужицу. Његов отац Радован је био учитељ, а мајка Спасенија домаћица. Године 1948. је завршио Ужичку гимназију, а потом је студирао на Правном факултету у Београду, где је дипломирао 1957. године.
У чланство Комунистичке партије Југославије (КПЈ) примљен је 1948. године. Као омладински партијски руководилац, посебно се ангажовао на пољу културе, чему је и касније посветио велики део своје активности. Најпре је радио као секретар рејонског комитета, а потом је био члан Градског комитета КПС за Београд и члан Председништва Централног комитета Народне омладине Србије, од 1950. до 1958. године. Био је председник Омладинског културно-уметничког друштва „Иво Лола Рибар“, секретар Културно-просветне заједнице СР Србије од 1958. до 1962. и управник Савременог позоришта на Теразијама, од 1962. године.
Потом се посветио политичким функцијама — био је председник Комисије за идејни и политички рад Социјалистичког савеза радног народа Србије, од 1963. до 1967. и председник Градске конференције ССРН Београда, од 1967. до 1969. године. У периоду од 1964. до 1968. био је потпредседник Извршног већа СР Србије, задужен за културу и образовање. Вршећи ову функцију, посебно се залагао за оживљавање српске културне и духовне традиције.
Био је генерални директор Новинске агенције „ТАНЈУГ“, председник Југословенске лиге за мир, од 1974. до 1978, главни и одговорни листа „Политика“, генерални директор Новинско-издавачког предузећа „Политика“, од 1978. до 1980. и председник Савета часописа Међународна политика, од 1980. до 1984. године. Од 1986. до 1989. био је председник Скупштине града Београда, када је главни град добио савременији изглед (реконструисана је Кнез Михаилова улица и обновљено Народно позориште). Маја 1989. изабран је за члана Председништва СР Србије.
За посланика у Скупштини СР Србије, биран је од 1969, а члан Централног комитета Савеза комуниста Србије био је од Петог конгреса, 1965. године.
Године 1990, после распада Савеза комуниста, прикључио се тада формираној Социјалистичкој партији Србије (СПС). Исте године на првим вишепартијским изборима изабран је за народног посланика. Јуна 1991. заменио је Слободана Унковића на функцији председника Народне скупштине Србије. На тој функцији остао је јануара 1993, када су одржани нови парламентарни избори. Био је председавајући делегације скупштине Србије у Скупштини СФРЈ и Скупштини СРЈ, током 1991. и 1992. године. Током 1994. био је судија Уставног суда Југославије.
Председник Олимпијског комитета Југославије, био је до 1989. до 1996. и у том својству је предводио југословенску делегацију на Олимпијским играма у Атланти 1996. године.
Године 1996. се политички разишао са Слободаном Милошевићем и повукао из политичког живота. За време НАТО бомбардовања Југославије, био је ангажован у Генералштабу Војске Југославије, након чега је унапређен у чин генерал-мајора 2. априла 1999. године.
Аутор је већег броја радова из области политичког система и културе, а објавио је књиге — Путеви културе, Ослободилачка борба народа и Међународни положај Југославије.
Био је ожењен познатом оперском певачицом Радмилом Бакочевић, са којом је имао ћерку Маргарету.
Преминуо је 13. јануара 2007. у Београду.
Добитник је Вукове награде и Златног беочуга града Београда, а између осталог одликован је Орденом републике са златним венцем и Орденом рада са црвеном заставом.